# Puy du Rocher
Le puy du Rocher est un sommet culminant à 1 811 mètres d'altitude dans les monts du Cantal. Il est le deuxième sommet le plus élevé du massif après le Plomb du Cantal. Il se situe entre les vallées de l'Alagnon (commune de Laveissière) et du Lagnon (commune d'Albepierre-Bredons).

## Toponymie
Le nom du sommet provient du fait qu'il s'agisse d'un rocher[précision nécessaire].

## Géographie

### Situation, topographie
Le puy du Rocher se situe dans la partie orientale du stratovolcan du Cantal. Du haut de ses 1 811 mètres d'altitude, il domine :
- au nord-ouest, la station du Lioran ;
- à l'est, le cirque de Chamalière ;
- au sud,  la station de Prat de Bouc.

Les ruisseaux du Bénet, du Baguet et des Sagnes prennent leurs sources sur ses flancs.

### Faune et flore
Le sommet, étant en retrait des sentiers de randonnée et de la station de Prat de Bouc, présente un patrimoine naturel préservé et riche notamment en anémone soufrée et en gentiane jaune, ainsi que d'autres plantes des hauts sommets du Massif Central.
Le lieu est également riche en la présence d'une importante population de mouflons et de chamois dans le cirque de Chamalière.

## Divers
Deux téléskis (TK1 et TK2 du Puy du Rocher) ainsi qu'une piste verte situés sur le versant sud du sommet portent son nom.